# Morton Gould
Pour les articles homonymes, voir Gould.
Morton Gould, né le 10 décembre 1913 à New York et mort le 21 février 1996 à Orlando en Floride, est un pianiste et compositeur américain.

## Biographie
Morton Gould fut reconnu très tôt comme un enfant prodige avec des capacités d'improvisation et de composition. Sa première composition fut publiée à l'âge de six ans. Il étudia à la Juilliard School, où ses principaux professeurs furent Abby Whiteside (en) et Vincent Jones.
Pendant la Grande Dépression, Morton Gould, encore adolescent, travailla à New York, en accompagnant les projections de cinéma muet, ou des représentations de music-hall. Quand le Radio City Music Hall ouvrit ses portes, Morton Gould y fut engagé comme pianiste résident. Vers le milieu des années 1930, il dirigea et arrangea des programmes orchestraux pour la radio WOR Mutual Radio, où il trouva une audience de portée nationale, en combinant une programmation populaire avec de la musique classique.
Dans les années 1940, Morton Gould apparut sur CBS où il toucha des millions d'auditeurs.
Il composa des comédies musicales, des musiques de film, des ballets et des génériques de télévision (entre autres la série télévisée Holocauste). 
Un passage de ses Spirituals for String Choir and Orchestra (1941) (le début du quatrième mouvement, Protest) servit d'indicatif musical au générique de l'émission télévisée Les Dossiers de l'écran. Cette musique accompagne aussi la marche de Gerbier vers le peloton d'exécution dans le film de Melville L'Armée des ombres (1969). Le même extrait de ses Spirituals for String Choir and Orchestra est présent dans le film Papy fait de la résistance, réalisé par Jean-Marie Poiré en 1983.
En 1936, Morton Gould épouse Shirley Uzin, dont il divorce en 1943. L'année suivante, il se marie avec Shirley Bank, dont il divorcera. Morton Gould a eu quatre enfants : Eric, né le 16 février 1945, David né le 2 mars 1947,  Abby, née le 3 février 1950, et Deborah née le 21 décembre 1954.